# Jalen Green
Jalen Romande Green (Merced, 9 febbraio 2002) è un cestista statunitense con cittadinanza filippina, professionista nella NBA con i Phoenix Suns.

## Inizi e high school
Green nasce e cresce a Merced, California, in una famiglia filippino-americana. All'età di 8 anni, si trasferisce con la famiglia a Fresno. Nel 2016 decide di frequentare la San Joaquin Memorial High School a Fresno, nella quale rimarrà per tre anni. Nell'anno da freshman tiene una media di 18 punti e 9 rimbalzi a partita e guida la sua squadra alla finale del titolo di divisione, non riuscendo però ad avere la meglio. Nell'anno da sophomore guida i Panthers alla vittoria del titolo di divisione, tenendo una media di 27,9 punti e 7,7 rimbalzi a partita, venendo inoltre premiato come miglior sophomore dell'anno a livello nazionale da MaxPreps. Nell'anno da junior, Jalen riesce a migliorare le sue statistiche tenendo una media di 33 punti e 8 rimbalzi a partita e guidando la squadra al secondo titolo divisionale, venendo inoltre premiato da USA Today come miglior giocatore dell'anno della California. 
Per l'anno da senior Green si trasferisce alla Prolific Prep Academy a Napa, in California. Qui aiuta la squadra a vincere la Grind Session, venendo nominato MVP della competizione insieme al futuro compagno di squadra Daishen Nix, e riesce a tenere una media di 31,5 punti, 7,5 rimbalzi e 5 assist a partita. Viene premiato da Sports Illustrated come miglior giocatore americano dell'anno, e viene selezionato per il McDonald's All-American Game, per il Jordan Brand Classic e il Nike Hoop Summit, eventi che, a causa della pandemia di Coronavirus, vengono successivamente cancellati.

## NBA G League

### G League Ignite (2020-2021)
Considerato una recluta da 5 stelle, e una delle migliori guardie della sua classe (ESPN lo considera il miglior giocatore della classe 2020), il 16 aprile 2020 decide di firmare un contratto con la NBA G League per la stagione successiva, dove giocherà nei nuovi G League Ignite, squadra creata appositamente per lo sviluppo dei giovani prospetti liceali. Green, prima di questa scelta, aveva ricevuto offerte da una ventina di college, tra i quali i più quotati erano Auburn e Memphis.
Green debutta nella G League nella vittoria contro i Santa Cruz Warriors, chiudendo con 11 punti, 5 rimbalzi e 2 assist. Green chiude la stagione regolare con le medie di 17,9 punti, 4,1 rimbalzi e 2,8 assist a partita, tirando con il 46,1% dal campo e il 36,5% da tre. Il cammino degli Ignite si ferma però al primo turno di playoff, dove, nonostante i 30 punti di Green e complice l'assenza di Jonathan Kuminga, la squadra viene eliminata dai Raptors 905.

## NBA

### Houston Rockets (2021-)
Senza alcuna sorpresa, Green viene selezionato con la seconda scelta assoluta dagli Houston Rockets. La sua stagione inizia con più ombre che luci, spicca contro i Boston Celtics nella quale Green diventa il secondo rookie a segnare 30 punti o più alla sua prima partita (ci era riuscito solo Michael Jordan prima di lui) e il primo rookie dei Rockets a mettere a segno otto triple in una partita.

## Statistiche

### NBA G League
| Anno      | Squadra         | PG | PT | MP   | TC%  | 3P%  | TL%  | RP  | AP  | PRP | SP  | PP   |
| --------- | --------------- | -- | -- | ---- | ---- | ---- | ---- | --- | --- | --- | --- | ---- |
| 2020-2021 | G League Ignite | 15 | 15 | 32,0 | 46,1 | 36,5 | 82,9 | 4,1 | 2,8 | 1,5 | 0,3 | 17,9 |
| Carriera  | Carriera        | 15 | 15 | 32,0 | 46,1 | 36,5 | 82,9 | 4,1 | 2,8 | 1,5 | 0,3 | 17,9 |

### NBA

#### Regular Season
| Anno      | Squadra         | PG  | PT  | MP   | TC%  | 3P%  | TL%  | RP  | AP  | PRP | SP  | PP   |
| --------- | --------------- | --- | --- | ---- | ---- | ---- | ---- | --- | --- | --- | --- | ---- |
| 2021-2022 | Houston Rockets | 67  | 67  | 31,9 | 42,6 | 34,3 | 79,7 | 3,4 | 2,6 | 0,7 | 0,3 | 17,3 |
| 2022-2023 | Houston Rockets | 76  | 76  | 34,2 | 41,6 | 33,8 | 78,6 | 3,7 | 3,7 | 0,8 | 0,2 | 22,1 |
| 2023-2024 | Houston Rockets | 82  | 82  | 31,7 | 42,3 | 33,2 | 80,4 | 5,2 | 3,5 | 0,8 | 0,3 | 19,6 |
| 2024-2025 | Houston Rockets | 82  | 82  | 32,9 | 42,3 | 35,4 | 81,3 | 4,6 | 3,4 | 0,9 | 0,3 | 21,0 |
| Carriera  | Carriera        | 307 | 307 | 32,6 | 42,1 | 33,7 | 79,4 | 4,1 | 3,3 | 0,8 | 0,3 | 19,8 |

#### Playoffs
| Anno     | Squadra         | PG | PT | MP   | TC%  | 3P%  | TL%  | RP  | AP  | PRP | SP  | PP   |
| -------- | --------------- | -- | -- | ---- | ---- | ---- | ---- | --- | --- | --- | --- | ---- |
| 2025     | Houston Rockets | 7  | 7  | 31,3 | 37,2 | 29,5 | 66,7 | 5,4 | 2,9 | 0,6 | 0,3 | 13,3 |
| Carriera | Carriera        | 7  | 7  | 31,3 | 37,2 | 29,5 | 66,7 | 5,4 | 2,9 | 0,6 | 0,3 | 13,3 |

#### Massimi in carriera
- Massimo di punti: 42 vs Minnesota Timberwolves (23 gennaio 2023)[16]
- Massimo di rimbalzi: 8 (5 volte)
- Massimo di assist: 9 vs Oklahoma City Thunder (26 novembre 2022)
- Massimo di palle rubate: 4 vs Orlando Magic (25 febbraio 2022)
- Massimo di stoppate: 2 (2 volte)
- Massimo di minuti giocati: 47 vs Utah Jazz (2 marzo 2022)

## Palmarès

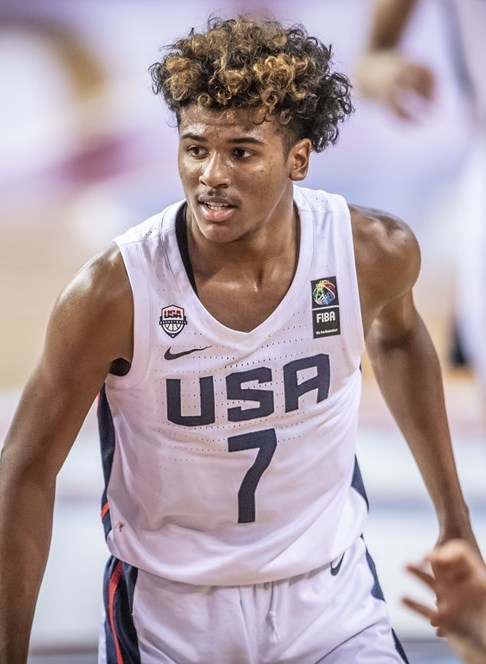
Green con l'Under-19 statunitense nel 2019

### Nazionale
- FIBA Americas Under-16 Championship (2017)
- FIBA Under-17 World Cup (2018)
- FIBA Under-19 World Cup (2019)

### Individuale

#### High school
- California Interscholastic Federation Central Section Rookie of the Year (2017)
- MaxPreps Freshman All-American Second Team (2017)
- MaxPreps National Sophomore of the Year (2018)
- USA Today California Player of the Year (2019)
- USA Today All-USA Second Team (2019)
- Sports Illustrated All-America Player of the Year (2020)
- Naismith Boys High School All-American First Team (2020)
- McDonald’s All-American (2020)
- Jordan Brand Classic (2020)
- Nike Hoop Summit (2020)

#### NBA
- All-NBA Summer League Second Team (2021)
- NBA All-Rookie First Team (2022)

#### Nazionale
- FIBA Under-17 World Cup MVP (2018)